# Dzsoszeki

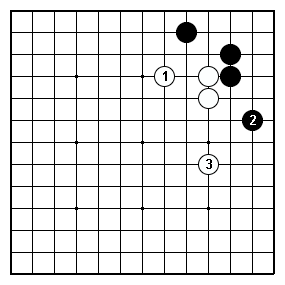
A szan szan dzsoszeki: fekete biztos területet szerez a sarkokban, fehér pedig befolyással élhet a tábla közepe felé. Az állás egyenlőnek tekinthető, ez így egy dzsoszeki.

A góban a dzsoszeki (japán írásjegyekkel 定石, angolosan: joseki) tanulmányozott lépések sorozata a tábla sarkában, ami fekete és fehér játékos szempontjából „egyenlő” állást alakít ki. A játékosok első lépéseiket a sarkokban teszik meg, ezért dzsoszeki ismereteik segítségével próbálhatnak meg előnyhöz jutni vagy erőt kovácsolni a mérkőzés további részére. Kevésbé ismert dolog, hogy a játék közepe felé is léteznek dzsoszekik. Japánban a 定 (dzso) a „rögzített” jelentéssel bír, míg a 石 (szeki) a „kő” jelentését hordozza. Ha a kettőt együtt akarjuk fordítani az eredmény „rögzített kövek”, vagy „biztos sablon”.
Az egyensúly értelme gyakran abból ered, hogy a lépéscserék során a területszerzés és az oldal vagy közép irányú befolyás/vastagság építés, egyenlő értékű. Használatban ezek a sablonok nagyon változékonyak és gyakran eltérnek a megszokott sorrendtől, ahogyan a helyzet megkívánja. Míg a dzsoszekik tanulmányozása jó eszköz a lokális veszteségek elkerüléséhez, a játékosok gyakran az ellenfél formációjának gyengeségeit keresik, ezért nem biztos, hogy követik az előírt kombinációt.

## A dzsoszeki használata
Jelenleg a dzsoszeki definíció nem kötött, de olyan lépéssorozatok, amiket profi játékokban is elismernek. Az egyszerű magyarázata félrevezethető lehet új játékosok számára, mivel azt hallhatják, hogy ez egy megkomponált sablon, amitől nem szabad eltérni és minden helyzetben alkalmazható. Valóságban viszont rengeteg dzsoszeki létezik, ami csak tanulmányozás szempontjából használható éles mérkőzésen viszont csak speciális párjaikkal (pl.: másik dzsoszeki vagy fuszeki) együtt van haszna. Léteznek olyan körök ahol direkt kísérleteznek egyenlő helyzetek kialakításával, vagyis dzsoszekik fejlesztésével, de ezek a „találmányok” ritkán, vagy soha nem kerülnek használatba.
Az hogy a sarokban ismerünk pár lépést, ami közel egyenlően alakítja a harcot, nagyon jól hangzik. Nem olyan nehéz memorizálni azt a pár reakciót. A valódi kihívás abban rejlik, hogy ezekkel felfegyverezve miként tudjuk alakítani a tábla látképét, a saját győzelmünk irányába terelni a menetet.
Egy go közmondás így szól: „két követ veszít az, aki dzsoszekiket tanul”. E szerint a memorizálás nem segít rajtunk. A megoldás és győzelem nem egyenlő a dzsoszeki ismeretével, sokkal inkább a megértésével. Ezért tartják kétélű kardnak ezen sablonok memorizálását. Akkor jelenthet előnyt, ha nem csak a lépéseket ismerjük, hanem a mögöttük rejlő indokkal is tisztában vagyunk. Minden dzsoszekit egy különleges eszközként kell kezelni, ami egy bizonyos alakzat létrehozásáról gondoskodik.
Ahogy egy gépezetben végzetes lehet egy oda nem illő alkatrész, úgy a táblán sem mindegy, mely tudáselemeket használjunk fel. Az improvizált lépések veszélyesek lehetnek. Go Szeigen A Way of Play for the 21st Century című könyvében a megfelelő dzsoszeki választást a megfelelő gyógyszerhez hasonlította: válaszd a jobbikat és jobban érzed magad majd. Válaszd a rosszat és meghalsz. Rui Naivei hasonló megjegyzést tett: dzsoszekit játszani egyszerű, de megtalálni a megfelelőt, az kihívás.
Egy dzsoszeki különböző okokból veszhet ki a játékból. Némely, kezdő szempontjából apróság, de profi szemszögből előnytelennek ítélt változat miatt, amit még erős amatőr játékosok sem tudnának kihasználni. A kifejezésre nincsen pontos definíció így egy dzsoszeki-gyűjtemény hasonló csapdába esik, mint egy idegen nyelvi szótár: egyes adatok idejüket múltak vagy nem elég részletesek. Vannak, akik azt vallják, a fejlődés kulcsa a dzsoszeki ismeretében rejlik, de a játékosok többsége az élet-halál problémák tanulmányozását preferálja.

## Egyszerű dzsoszeki

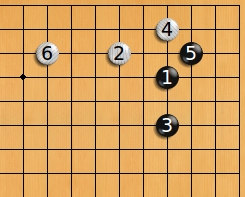

Hagyományosan egy sarokdzsoszeki, a tábla egyik sarok pont megjátszásával kezdődik, amire az ellenfél megközelítő lépéssel válaszol (japánul kakari). Az először megjátszott pontok szinte minden alkalommal a 3-3, 3-4, 3-5, 4-4 vagy 4-5. Kirívó és kísérletező esetekben az 5-5, 6-3 és 6-4-es kezdést is láthatunk, de ezek területszerzés helyett rögtön befolyást próbálnak szerezni. Nagyon tapasztaltnak kell lenni ahhoz, hogy ezt ki tudjuk használni. Leggyakrabban a 3-4 (komoku) vagy napjaink legkedveltebb 4-4 (hosi) pontját szokták elsőre elfoglalni. Az innen kiinduló variációk száma – a következő 10 lépés sorrendje – megdöbbentően magas. 
Meg kell említeni a tenuki lépést is, ami további fontos eleme a játék korai stádiumának. Tegyük fel, elkezdünk kiépíteni egy nekünk tetsző dzsoszekit egy sarokban, de az nem pontosan úgy alakul, ahogy azt mi várnánk. Ekkor érdemes megpróbálni a tábla más szegletében is belekezdeni egy lépéscserébe, hogy aztán annak alakulása segítsen eldönteni, hogy az először elkezdett dzsoszekit milyen módon fejezzük be. Ezt a hirtelen csatatérváltást hívják tenukinak.

## A dzsoszekitanulás állomásai

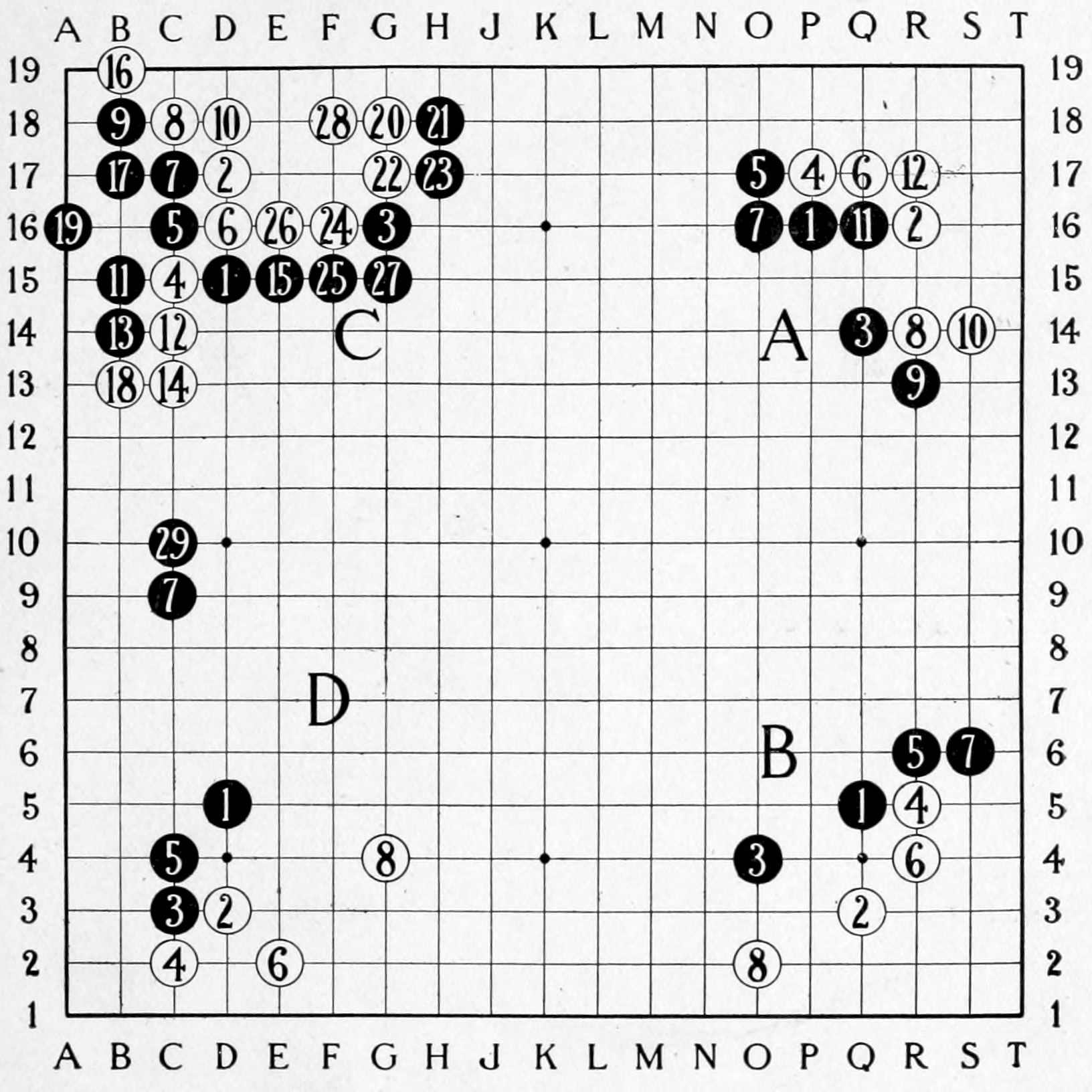

Az első: 20kjú erejű játékosoknak káosznak tűnik minden, amit látnak. A felek nem látják át ellenfelük, de még saját lépéseik hatását sem. Nem tudják, hogyan lehetne saját hibáikat javítani vagy ellenfelükét büntetni. Kiváló támpontot nyújt ilyenkor pár alakzat megtanulása és megjátszása. Találtunk egy biztos pontot a játék korai szakaszában és önbizalmat is építi. Még ha igazán nem is látjuk át a dzsoszeki működését.
A másodikban már meg kell értenünk miért jobb a bevált lépéssorozat, mint az improvizálás. Ha sikerül néhány mozdulat értelmére ráeszmélni, onnantól lehet építkezni, más dzsoszekikben is keresni és találni a szekvencia érdemeit. Például támadási lehetőségeket fedezhetünk fel, ha az ellenfél nem megfelelően válaszol a közeledésünkre.
Harmadik szakasz azzal a felismeréssel kezdődik, hogy egyik dzsoszeki jobban működik együtt egy másikkal, míg egy harmadikkal nagyon gyenge a harmóniája. Azt hisszük, minden dzsoszekinek annyi a szerepe, hogy egyenlő állást alakítson ki a pályán. Ez egy gyakori félreértés. Ez a fejlődési szakasz a globális látás és tervezés felfedezéséről szól. Ekkor már nem mindegy, melyik sarokban hogyan alakult az ütésváltás és az erősen befolyásolja döntésünket. Teljesen új stratégiák álltak már a rendelkezésünkre. Ekkor már az erősebb játékosok csatáit is képesek lehetünk követni.
A negyedik elérése kicsit kacifántos. Eddig rájöttünk miért érdemes az előírt sorozatokat használni és hogyan lehet előnyt kovácsolni belőle. Most arra kell rájönnünk, miért rossz a dzsoszeki. Mi az, amit feláldozunk a használatával, mi a gyengesége.
Például egy egyszerű választás két dzsoszeki közül. Az egyikkel befolyást, erőt szerzel. A másikkal területet kerítesz be. A befolyás szerzés remek, de észre kell vegyük, hogy pontokat veszíthetünk, függően attól, hogyan tudjuk ezt az erőt hasznosítani később. Fordítva is igaz, ha a területet választjuk, azzal kell számolnunk, hogy az ellenfél szerez befolyást, ami nagyobb potenciális területet ölel fel, mint amit mi szereztünk.
Tegyük fel, hogy sarokba zárjuk ellenfelünket, de hagyunk néhány később támadható pontot, vagy körbekeríthetjük egy erősebb fallal, ami nem támadható, viszont nem sikerül teljesen lezárni.
Ez az adok-kapok, egyensúly játéka.

## Fontosabb dzsoszekik

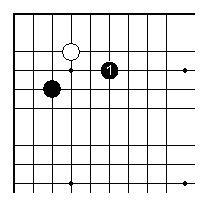
Taisa dzsoszeki

### Taisa dzsoszeki
Ez a játék leghíresebb dzsoszekije. Jelentése: „nagy lejtő”. Gyakran írják róla szakirodalmak, hogy ezerféle variációja létezik és ez nem csak szólásmondás. Könyvek, magazinok és cikkek több száz különböző kimenetelt dokumentáltak magas szintű játékokból. A 19. században jelent meg először és napjainkban még mindig használják.
Erőssége, hogy fehér követ vágásra kényszeríti. Ha fehér nem vállalja a harcot, akkor fekete kényelmes előnyhöz juthat. Ha fehér megpróbálja áttörni a fekete sorompóját, akkor egy hektikus élet halál harc kezdődhet, de legalábbis egy menekülő csoporton fog múlni a meccs végeredménye. Erre épülő taktikák harcra számítanak és a csatát később segítő lépésekkel készülnek fel rá.

### Nadare dzsoszeki

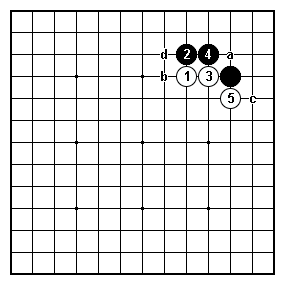
Nadare dzsoszeki

Nadare, más néven Lavina dzsoszeki egy másik híres lépéssorozat. A modern idők részletesen tanulmányozták, szintén több száz variációt publikáltak. A Taisával szemben ezt tartják a legkomplexebbnek, mégis jelen idők összecsapásaiba jobban illeszkedik a Lavina.
1927-ben az akkor 18 éves Minoru Kitani találkozott vele partiban, aki ettől kezdve nagy erőfeszítéseket tett az elemzésére és élenjárója lett az 1930-as fuszeki újításnak. Próbáltak eltérni a sarok, oldal, közép sorrendtől. A tábla közepét próbálták meghódítani erős befolyás kiépítésével.